# Miguel Herrán
Miguel Herrán (Málaga, 25 april 1996) is een Spaans acteur, hij is vooral bekend door zijn rol als Río in La casa de papel.

## Levensloop
Herrán heeft sinds 2016 een relatie met de Spaans actrice Úrsula Corberó.

## Filmografie

### Film
Uitgezonderd korte films.
| Filmografie als acteur |                                |                       |  |
| Jaar                   | Titel                          |                       |  |
| 2015                   | A cambio de nada               | 2023 Valle de sombras |  |
| 2016                   | 1898: Los últimos de Filipinas |                       |  |
| 2017                   | El guardián invisible          |                       |  |
| 2018                   | Tiempo después                 |                       |  |
| 2018                   | Alegría, tristeza              |                       |  |
| 2020                   | Hasta el cielo                 |                       |  |
| 2022                   | Canallas                       |                       |  |
| 2022                   | Modelo 77                      |                       |  |

### Televisie
| Filmografie als acteur |                  |                     |
| Jaar                   | Titel            | Aantal afleveringen |
| 2018-2019              | Élite            | 9                   |
| 2017-2021              | La casa de papel | 36                  |

## Prijzen en nominaties
Een selectie:
| Prijs        | Jaar | Film             | Categorie               | Resultaat |
| ------------ | ---- | ---------------- | ----------------------- | --------- |
| Premios Goya | 2016 | A cambio de nada | Beste debuterend acteur | Gewonnen  |

- Biblioteca Nacional de España: XX5634270
- Gemeinsame Normdatei: 1115514741
- Système universitaire de documentation: 188837884
- Virtual International Authority File: 7002147605374557760005
- WorldCat: E39PBJhhpwcb3fp7jktwq9pMfq